# Octavio Sierra
Octavio María Sierra Mesa (Jordán; 8 de diciembre de 1940) es un exárbitro de fútbol colombiano.

## Trayectoria
Comenzó a arbitrar en la Primera División de Colombia en 1969. Su primer torneo internacional fue en la Copa Libertadores 1973 hasta la de 1989, año en que fue su retiro.